# Геи, Флория
Флория́ Геи́ (фр. Floria Gueï; род. 2 мая 1990 года, Нант, Франция) — французская легкоатлетка ивуарийского происхождения, специализирующаяся в беге на 400 метров. Победительница чемпионатов Европы 2014 года и 2015 года в помещении в эстафете 4×400 метров. Трёхкратная чемпионка Франции. Участница летних Олимпийских игр (2012, 2016).

## Биография
Первые шаги в лёгкой атлетике делала в родном Нанте в клубе Stade Nantais AC под руководством тренера Жоржа Н’Заху. В 2008 году участвовала в чемпионате мира среди юниоров, где не смогла выйти в полуфинал в беге на 400 метров, а также стала 4-й в эстафете 4×400 метров. В 2010 году заняла 4-е место на чемпионате Франции и попала в сборную страны для участия в чемпионате Европы. На континентальном первенстве она была самой юной участницей в команде Франции. Участие Флории ограничилось лишь предварительными забегами в эстафете. По окончании сезона после конфликта с Н’Заху она перешла в клуб Lille Metropole Athletisme. Новой тренировочной базой для неё стал Национальный институт спорта и физической культуры в Париже (фр. Institut national du sport et de l'éducation physique), а новым наставником — Рено Лонгевр.
И уже в 2011 году Геи постепенно начала выходить на ведущие роли во Франции в беге на 400 метров. Она стала бронзовым призёром домашнего чемпионата Европы в помещении в эстафете 4×400 метров. Медаль аналогичного достоинства ей удалось завоевать и на молодёжном первенстве континента (спортсмены до 23 лет), снова в составе эстафетной команды. Оба раза ей доверяли право бежать заключительный этап.
В 2012 году она выиграла серебряную медаль в эстафете на чемпионате Европы, а также выступала на летних Олимпийских играх в Лондоне, где команда Франции стала 6-й в финале.

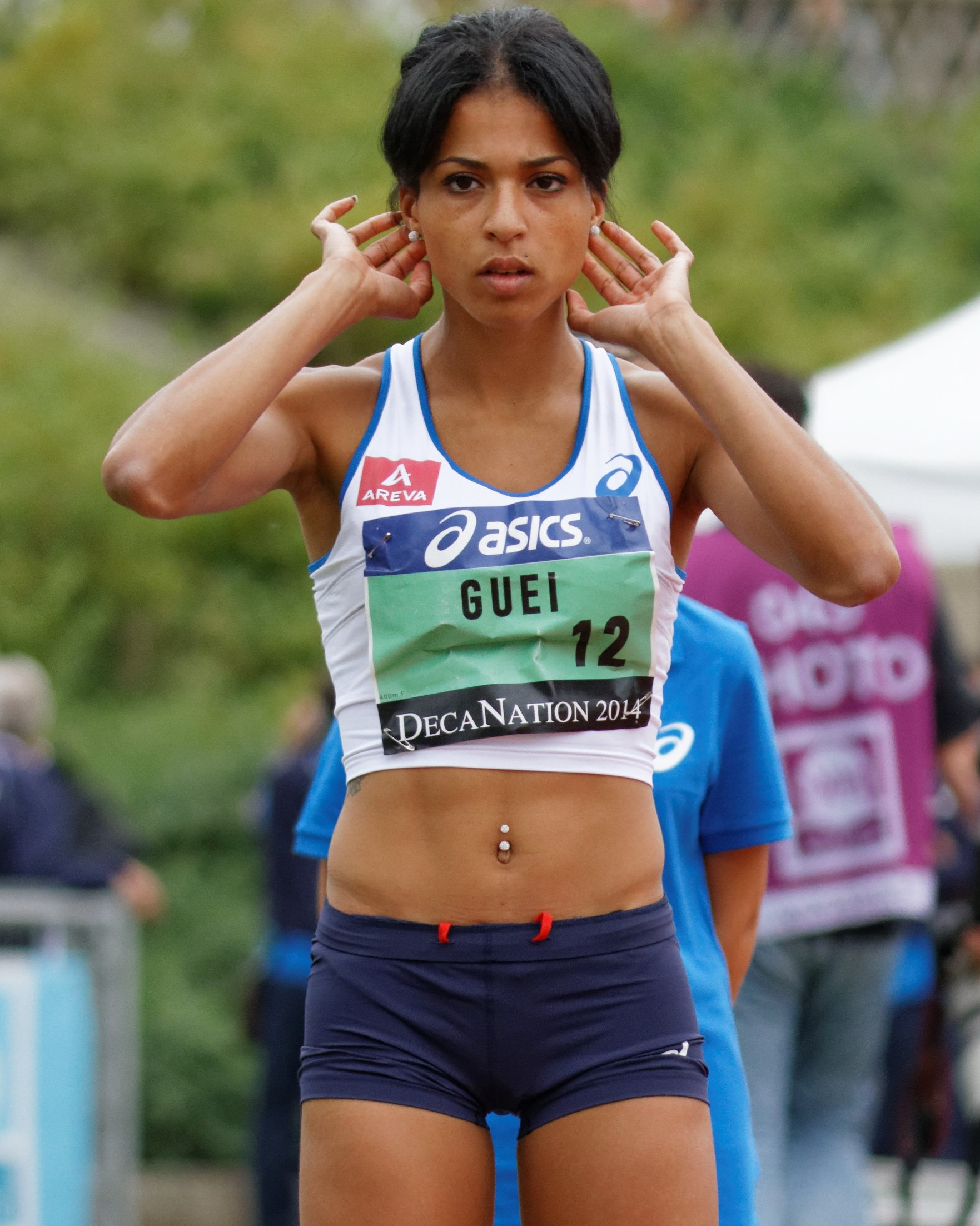
2014 год

Очередная смена тренера (в 2012 году Флория перешла к Джамелю Будебибаху) привела к существенному росту результатов. На чемпионате мира 2013 года она дошла до полуфинала, где установила новый личный рекорд (51,42). В эстафете француженки как никогда были близки к подиуму — 4-е место. Позднее занявшая первое место сборная России была дисквалифицирована, и к сборной Франции перешла бронза. В том же сезоне Геи стала чемпионкой Игр франкоговорящих стран, проходивших в Ницце, на дистанции 400 метров (52,31).
Чемпионат Европы 2014 года в Цюрихе закончился для неё бесславно в индивидуальном беге на 400 метров (полуфинал, время 52,82). Однако в эстафете ей удалось самое яркое выступление в карьере. В финале перед заключительным этапом в числе лидеров были сборные Украины, Великобритании и России, француженки проигрывали довольно много. Ситуация сильно не изменилась до заключительных 100 метров, где благодаря феноменальному финишному ускорению Гей удалось отыграть значительное преимущество конкуренток и вырвать победу. Свой этап она преодолела за 49,71 (при личном рекорде 51,42).
Победой в эстафете на чемпионате Европы, а ещё больше — выступлением Гей на последнем этапе — был впечатлён бизнесмен из Лиона Пьер Реймон. Он поспособствовал переходу спортсменки в клуб Entente Sud Lyonnais из родного города, заплатив за этот трансфер 15 600 евро, а также пообещал оказывать всестороннюю помощь Флории как минимум до конца 2017 года.
Ещё одно золото она помогла добыть сборной в эстафете на зимнем чемпионате Европы 2015 года (на этот раз выступая на первом этапе). В том же сезоне на чемпионате мира в предварительных забегах установила личный рекорд 50,89 и стала второй француженкой в истории (после Мари-Жозе Перек), кому удалось разменять 51 секунду. В полуфинале Флория пробежала несколько хуже (51,30) и не отобралась в решающий забег.
На чемпионат Европы 2016 года она ехала в качестве одного из фаворитов и лидером сезона (50,84). Результатом выступлений стали две серебряные награды, в индивидуальном зачёте и в эстафете.
На Олимпийских играх в Рио-де-Жанейро Геи выступала в беге на 400 метров и в эстафете 4×400 метров. Оба раза ей не удалось пробиться в финальные забеги. В личном виде она стала 11-й, а в команде заняла общее 10-е место в предварительных забегах.
В настоящее время[когда?] получает высшее образование в сфере психологии и социологии в Лионском университете-2.

## Основные результаты
| Год  | Турнир                                      | Место проведения          | Дисциплина       | Место       | Результат |
| ---- | ------------------------------------------- | ------------------------- | ---------------- | ----------- | --------- |
| 2007 | Европейский юношеский олимпийский фестиваль | Белград, Сербия           | 200 м            | 4-е         | 24,30     |
| 2007 | Европейский юношеский олимпийский фестиваль | Белград, Сербия           | эстафета 4×100 м | 2-е         | 46,43     |
| 2008 | Чемпионат мира среди юниоров                | Быдгощ, Польша            | 400 м            | 25-е (заб.) | 55,74     |
| 2008 | Чемпионат мира среди юниоров                | Быдгощ, Польша            | эстафета 4×400 м | 4-е         | 3.35,83   |
| 2010 | Командный чемпионат Европы                  | Берген, Норвегия          | эстафета 4×400 м | 4-е         | 3.29,72   |
| 2010 | Чемпионат Европы                            | Барселона, Испания        | эстафета 4×400 м | 5-е (заб.)  | 3.29,25   |
| 2011 | Чемпионат Европы в помещении                | Париж, Франция            | эстафета 4×400 м | 3-е         | 3.32,16   |
| 2011 | Чемпионат Европы среди молодёжи             | Острава, Чехия            | 400 м            | 12-е (заб.) | 54,09     |
| 2011 | Чемпионат Европы среди молодёжи             | Острава, Чехия            | эстафета 4×400 м | 3-е         | 3.31,73   |
| 2011 | Чемпионат мира                              | Тэгу, Южная Корея         | эстафета 4×400 м | 13-е (заб.) | 3.28,02   |
| 2012 | Чемпионат Европы                            | Хельсинки, Финляндия      | эстафета 4×400 м | 2-е         | 3.25,49   |
| 2012 | Олимпийские игры                            | Лондон, Великобритания    | эстафета 4×400 м | 6-е         | 3.25,92   |
| 2013 | Командный чемпионат Европы                  | Гейтсхед, Великобритания  | эстафета 4×400 м | 3-е         | 3.29,55   |
| 2013 | Чемпионат мира                              | Москва, Россия            | 400 м            | 12-е (1/2)  | 51,42     |
| 2013 | Чемпионат мира                              | Москва, Россия            | эстафета 4×400 м | 3-е         | 3.24,21   |
| 2014 | Чемпионат мира по эстафетам                 | Нассау, Багамские Острова | эстафета 4×400 м | 4-е         | 3.25,84   |
| 2014 | Командный чемпионат Европы                  | Брауншвейг, Германия      | 400 м            | 5-е         | 52,58     |
| 2014 | Командный чемпионат Европы                  | Брауншвейг, Германия      | эстафета 4×400 м | 3-е         | 3.28,35   |
| 2014 | Чемпионат Европы                            | Цюрих, Швейцария          | 400 м            | 11-е (1/2)  | 52,82     |
| 2014 | Чемпионат Европы                            | Цюрих, Швейцария          | эстафета 4×400 м | 1-е         | 3.24,27   |
| 2015 | Чемпионат Европы в помещении                | Прага, Чехия              | 400 м            | 6-е (1/2)   | 53,00     |
| 2015 | Чемпионат Европы в помещении                | Прага, Чехия              | эстафета 4×400 м | 1-е         | 3.31,61   |
| 2015 | Чемпионат мира по эстафетам                 | Нассау, Багамские Острова | эстафета 4×400 м | 4-е         | 3.26,68   |
| 2015 | Командный чемпионат Европы                  | Чебоксары, Россия         | 400 м            | 1-е         | 51,55     |
| 2015 | Командный чемпионат Европы                  | Чебоксары, Россия         | эстафета 4×400 м | 2-е         | 3.28,84   |
| 2015 | Чемпионат мира                              | Пекин, Китай              | 400 м            | 15-е (1/2)  | 51,30     |
| 2015 | Чемпионат мира                              | Пекин, Китай              | эстафета 4×400 м | 6-е         | 3.26,45   |
| 2016 | Чемпионат Европы                            | Амстердам, Нидерланды     | 400 м            | 2-е         | 51,21     |
| 2016 | Чемпионат Европы                            | Амстердам, Нидерланды     | эстафета 4×400 м | 2-е         | 3.25,96   |
| 2016 | Олимпийские игры                            | Рио-де-Жанейро, Бразилия  | 400 м            | 11-е (1/2)  | 51,08     |
| 2016 | Олимпийские игры                            | Рио-де-Жанейро, Бразилия  | эстафета 4×400 м | 10-е (заб.) | 3.26,18   |